# 니시카쓰라정
니시카쓰라정(일본어: 西桂町)은 일본 야마나시현 동부 미나미쓰루군의 정이다.

## 지리
정 북부에 있는 세 개의 고개와 남부의 샤쿠시산 기슭에 끼어 있는 해발 600m의 정으로 가쓰라가와강 유역에 취락이 펼쳐져 있다. 후지요시다시와 쓰루시 사이에 위치하고 오쓰키에서 요시다까지 이르는 경로이며 한때는 가마쿠라 가도가 지나는 교통의 요충지였다. 현재는 후지 급행선과 국도 139호선, 주오 자동차도 등이 평행하게 통과한다.

## 역사
- 1875년 - 8개 촌이 합병해 가쓰라촌이 탄생하였다.
- 1893년 6월 3일 - 니시카쓰라촌이 분촌하였다.
- 1952년 9월 15일 - 정으로 승격해 니시카쓰라정이 탄생하였다.
- 1960년 1월 1일 - 니시카쓰라정의 일부가 후지요시다시에 편입되어 현재에 이른다.

## 인구
| 연도 | 인구  | ±%     |
| ---- | ----- | ------ |
| 1960 | 3,867 | —      |
| 1970 | 3,829 | −1.0%  |
| 1980 | 4,002 | +4.5%  |
| 1990 | 4,409 | +10.2% |
| 2000 | 4,910 | +11.4% |
| 2010 | 4,538 | −7.6%  |

## 교통

### 철도
- 후지 급행 후지 급행선

### 도로
- 국도 139호선